# Frälsarens kyrka, Thessaloniki

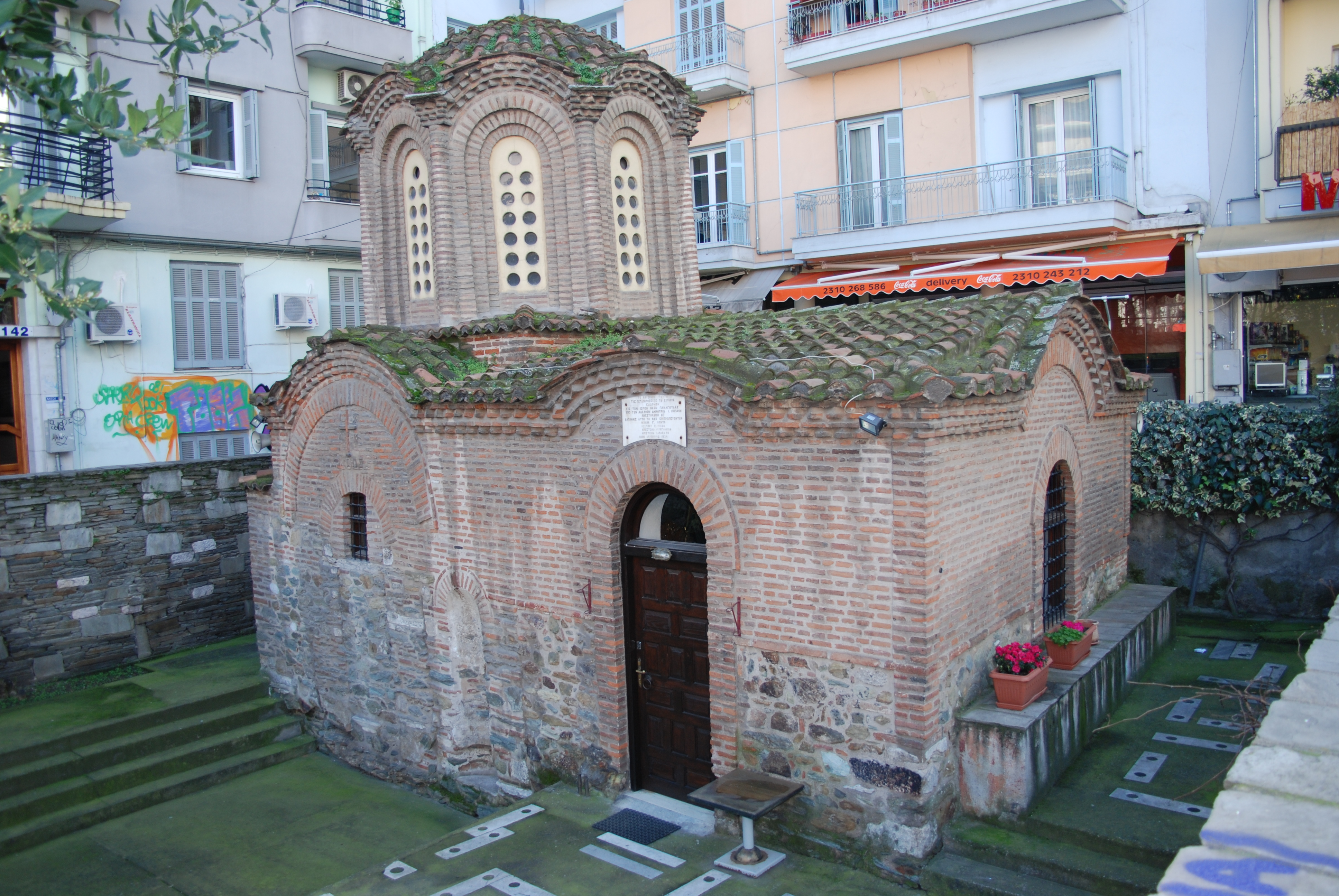
Frälsarens kyrka.

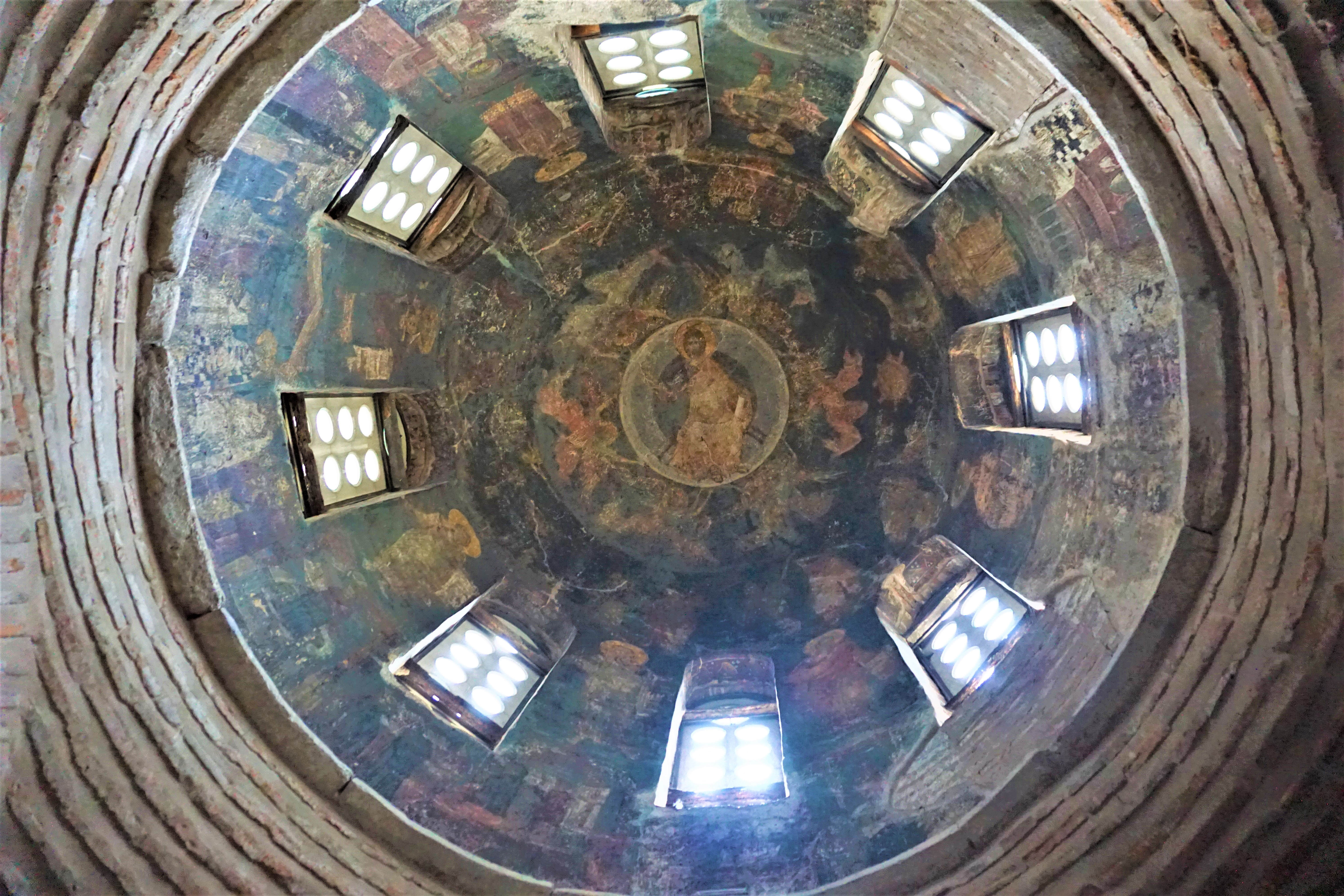
Kupolen.

Frälsarens kyrka (grekiska: Ναός του Σωτήρος, Naós tou Sotíros) är ett bysantinskt kapell i Thessaloniki i Grekland, uppfört på 1300-talet. Det är ett världsarv som ett av de paleokristna och bysantinska monumenten i Thessaloniki.